# Wilfried Wessel
Wilfried Wessel (* 27. August 1930 in Niederpleis, heute Teil von Sankt Augustin; † 2. Januar 2016) war ein deutscher Kommunalpolitiker (CDU). Von 1989 bis 1994 war er Bürgermeister der Stadt Sankt Augustin im Rhein-Sieg-Kreis in Nordrhein-Westfalen.

## Politik
Wessel trat 1963 der CDU bei und wurde 1975 erstmals in den Sankt Augustiner Stadtrat gewählt, dem er bis 1999 angehörte. Von 1982 bis 1989 und erneut von 1998 bis 1999 war er Vorsitzender der CDU-Fraktion. Nach der Kommunalwahl 1989 wurde er als Nachfolger von Karl Gatzweiler vom Rat zum ehrenamtlichen Bürgermeister Sankt Augustins gewählt. Nachdem bei den Kommunalwahlen 1994 SPD und Grüne die Mehrheit erzielt hatten, wurde Anke Riefers zur Bürgermeisterin gewählt und Wessel erster stellvertretender Bürgermeister. Dieses Amt hatte er fünf Jahre inne, von 1994 bis 2004 vertrat er zudem Sankt Augustin im Kreistag des Rhein-Sieg-Kreises.
Er lebte im Stadtteil Niederpleis.

## Ehrungen
- 1992: Verdienstkreuz am Bande des Verdienstordens der Bundesrepublik Deutschland